# Cueva del Guerrero
La Cueva del Guerrero, también conocida como Cueva de los Escudos, es un yacimiento arqueológico situado en la localidad de Jacumé, en el municipio de Tecate, Baja California, México. El sitio contiene manifestaciones de arte rupestre atribuidas al pueblo indígena kumiai y forma parte del estilo pictórico denominado La Rumorosa.

## Ubicación
El sitio se encuentra próximo a la comunidad de El Cóndor y a aproximadamente 3 km de la localidad fronteriza de Jacumba, en California, Estados Unidos. La cercanía con la frontera refleja la continuidad territorial histórica de los pueblos yumanos, cuyo ámbito cultural se extiende a ambos lados del actual límite entre México y Estados Unidos.

## Arte rupestre

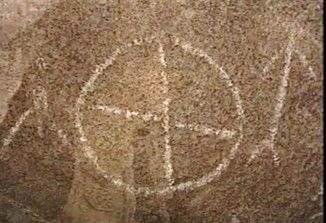
Pintura Rupestre - Los Guerreros B.C. - Escudo

Las pinturas rupestres de la Cueva del Guerrero se caracterizan por el uso predominante del blanco. Entre las figuras representadas se encuentran formas humanas, algunas de las cuales portan símbolos circulares con cruces o líneas perpendiculares en su interior, elementos interpretados como escudos. Esta iconografía motivó el nombre alternativo del sitio.

Pintura Rupestre - Los Guerreros B.C. Persona con escudo

El estilo de las representaciones se inscribe dentro del denominado arte rupestre de La Rumorosa, caracterizado por figuras antropomorfas digitadas y motivos geométricos o astrales, elaborado en una gama cromática que incluye principalmente el rojo, negro, amarillo y blanco. En el caso de la Cueva del Guerrero, la predominancia del blanco podría estar relacionada con particularidades locales en la disponibilidad de pigmentos o en las prácticas simbólicas.
No se dispone de una datación directa de las pinturas del sitio. Sin embargo, se han documentado manifestaciones similares en la región, como en El Vallecito, cuya ocupación se remonta aproximadamente al 8000 a. C., y otros sitios en Baja California Sur datados en casi 7000 a. C. El estilo La Rumorosa se asocia generalmente con el Holoceno tardío.

## Composición de los pigmentos
Aunque no existen análisis específicos publicados sobre los pigmentos utilizados en la Cueva del Guerrero, estudios comparativos en sitios similares sugieren que el color blanco fue producido a partir de materiales como hueso calcinado o calcita. Otros pigmentos empleados en el arte rupestre regional incluyen óxidos de hierro para los tonos rojos y amarillos, y carbón vegetal o dióxido de manganeso para el negro.
Los pigmentos eran preparados mediante la molienda de materiales minerales o vegetales, mezclados con aglutinantes como agua, aceites o resinas, lo que permitía su adherencia a superficies rocosas.

## Geología
La región donde se encuentra la Cueva del Guerrero presenta una geología compleja, dominada por formaciones ígneas, metamórficas y sedimentarias. Las condiciones geológicas locales, especialmente la presencia de calizas susceptibles a procesos de disolución kárstica, favorecen la formación de cavidades naturales como cuevas. Estas características han contribuido a la preservación de las manifestaciones rupestres en el sitio.

## Conservación y documentación
La Cueva del Guerrero ha sido documentada por investigadores como Julio César López Romero en coordinación con la Universidad Autónoma de Baja California, con reconocimiento del Instituto Nacional de Antropología e Historia, que lo considera un sitio arqueológico relevante.
El sitio se considera parte del patrimonio cultural kumiai, cuya población ha habitado históricamente la región de Baja California y el sur de California.